# Fraissines
Fraissines is een gemeente in het Franse departement Tarn (regio Occitanie) en telt 92 inwoners (2009). De plaats maakt deel uit van het arrondissement Albi.

## Geografie
De oppervlakte van Fraissines bedraagt 6,1 km², de bevolkingsdichtheid is dus 15,1 inwoners per km².

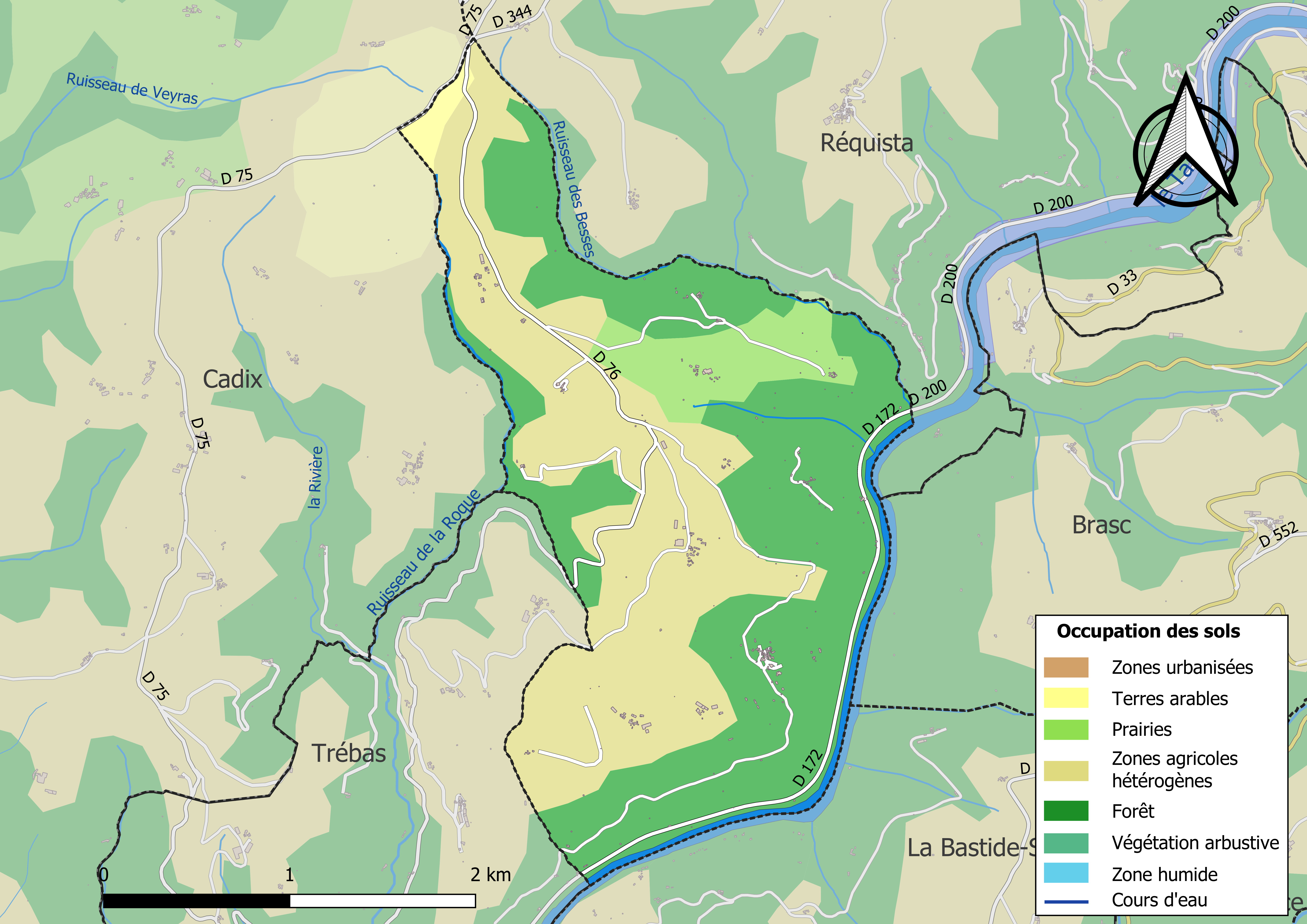
Kaart van de gemeente met de belangrijkste infrastructuur, bodemgebruik en omliggende gemeenten

## Demografie
Onderstaande figuur toont het verloop van het inwonertal (bron: INSEE-tellingen).
1. ↑  Populations de référence 2022.